# Козмодемјанск
Козмодемјанск (рус. Козьмодемьянск) град је у Русији у Мариј-Елу.

## Географија
Површина града износи 13,41 km².

## Становништво
| 1939.  | 1959.  | 1970.  | 1979.  | 1989.  | 2002.  | 2010.  |
| ------ | ------ | ------ | ------ | ------ | ------ | ------ |
| 10.700 | 12.625 | 15.302 | 18.792 | 24.746 | 22.771 | 21.257 |